# Cúrling

Campionat de cúrling amb quatre partides simultànies

El cúrling és un esport de precisió similar a les bitlles angleses o a la petanca, que es practica en una pista de gel, lluitant entre ells dos equips de quatre participants cadascun. L'objectiu és llançar 8 pedres de granit amb un pes de 20 kg sobre la superfície lliscant a través d'un passadís de 44,5 metres de longitud i 4,75 metres d'amplada. Una vegada realitzats tots els llançaments, es puntua en funció de la proximitat d'aquestes pedres a la diana marcada al final del passadís. Es practica sobretot al Canadà i el nord d'Europa, on fins i tot existeix una destacada lliga professional. El cúrling és un esport de cavallerositat exquisida, com mostra el fet que els àrbitres amb prou feines han d'intervenir durant el desenvolupament d'un partit, o la norma per la qual l'equip guanyador ha de convidar al perdedor a una consumició, en un acte de companyonia entre companys de joc que fa palès el sentit d'unió que hi ha entre tots els jugadors de cúrling.

## Història
Es creu que el cúrling es va inventar a Escòcia el segle xvi, a causa d'algunes pintures que reflecteixen persones jugant a aquest esport. En tot cas, el cúrling va ser molt popular a Escòcia entre els segles XVI i xix, quan el clima era prou fred perquè es formés un bon gel a l'hivern. En conseqüència, la seu de l'organisme internacional que controla el cúrling, la Federació Mundial de Cúrling, és a Perth, Escòcia. En l'actualitat l'esport es juga sobretot al Canadà.
El primer registre es troba en un quadre de Pieter Brueghel el Vell de l'any 1565, on es representa una escena hivernal de cúrling a Holanda.
El "Royal Montreal Curling Club", el primer club esportiu establert a Amèrica del Nord, es va fundar en 1807. El primer club als Estats Units es va crear el 1832, i el joc va entrar a Suïssa i Suècia abans de l'entrada del segle xx. Avui en dia, el cúrling es juga a tot Europa, i ha estat exportat a països com el Japó, Austràlia, Nova Zelanda i, fins i tot, la Xina i Corea. El cúrling és un esport olímpic d'hivern des de 1998, encara que algunes fonts indiquen que es va jugar el 1924.
A Catalunya la història és més recent. L'any 1999 es creà el primer club a Catalunya i a Espanya: el Club de Cúrling Igualada.

## Clubs catalans
- Barcelona Curling Club
- Club Cúrling Igualada
- Club d'Esquí Bellver
- Club de Cúrling Sporting l'Olla
- Club d'Esqui Val d'Aran (CEVA) - Vielha, amb dos equips CEVA 2002 i CEVA 2010
- Club Poliesportiu Puigcerdà
- Club Aranés d'Esports d'Iuern (CAEI) - Vielha
- Club Esquí Berguedà

## Esport olímpic
El cúrling és esport olímpic des dels Jocs de Nagano el 1998, si bé el febrer de 2006 el Comitè Olímpic Internacional va decidir considerar la competició celebrada en els Jocs olímpics d'hivern de 1924 com a oficial i no com a esport d'exhibició com s'havia considerat fins a aquest moment. Per tant, el primer equip guanyador de l'or olímpic va ser l'equip de Gran Bretanya. En realitat, en el 1924 no es distingia tan clarament entre esports d'exhibició i de competició. El cúrling va ser esport d'exhibició en el 1932, el 1988 i el 1992.